# Bobby Davison
Robert „Bobby” Davison (South Shields, 1959. július 17. –) angol labdarúgó, edző. 2008 áprilisától 2009 októberéig a magyar Ferencvárosi TC vezetőedzőjeként dolgozott.

## Pályafutása

### Játékosként
Davison karrierjét a Huddersfield Town csapatában kezdte, 1980 és 1981 között mindössze kétszer lépett itt pályára. 1981. augusztus 1-jén ezért is igazolt el a Halifax Town csapatához, ahol gólrekordját – 63 fellépés, 29 gól – azóta sem tudták megdönteni. Ez keltette fel a Derby County érdeklődését iránta, itt 1982 és 1987 között 206 szereplésig és 83 gólig vitte. A Derby szurkolóinak nagy bánatára innen 350 000 font ellenében egy újjáépülő Leeds United FCbe került.
Itt Howard Wilkinson edző támogatásával a csapat hősévé és jelképévé nőtte ki magát. Legtöbb lőtt gólja - 110 meccsen 35 találat - is jó pontnak számított a szurkolók körében. De aztán Lee Chapman és Rod Wallace érkezésével a Leeds egy szinttel följebb lépett, így Davison a cserepadra szorult, így került vissza kölcsönadott játékosként előbb a Derby County-hoz, majd a Sheffield United csapatához.
1992-ben a Leicester csapatához került. Miután majdnem sikerült a Premier League-be juttatnia őket, azt vette észre, hogy kegyvesztettnek számít a klubban. 1993-ban ezért a Sheffield Unitedhoz igazolt, ahol szintén majdnem az első osztályba kerültek, de a kudarc után itt sem kapott helyet a csapatban. A Sheffield után már csak percek jutottak neki a mérkőzéseken a Rotherham United és a Hull City csapatában. Utóbbiban fejezte be pályafutását az 1995-96-os szezonban.

### Edzőként
Bobby Davison 1980-tól 1998-ig volt profi labdarúgó. Középcsatárként szerepelt a Sheffield United, a Leeds United, a Derby County, a Leicester és a Hull City csapataiban. Edzőként Colin Todd menedzser munkáját segítette pályaedzőként a Bradford Citynél (és a klub utánpótlásedzőjeként rövid idő alatt hét saját nevelésű játékost irányított az első csapathoz és épített be).
Később a Premier League edzői stábjához csatlakozott, amely a profi csapatok akadémiáiról kikerülő játékosok kiválasztásáért felelt, majd a Derby County játékosmegfigyelője lett. A 2008-as év elején Kevin McCabe felkérésére érkezett a Ferencvároshoz szakmai menedzserként, 2008. április 16-tól töltötte be a vezetőedzői posztot. Vezetésével az FTC a magyar másodosztályt megnyerve jutott vissza az élvonalba. Ott viszont már nem ment olyan jól a csapatnak és 2009. október 30-án a csapat sorozatos eredménytelenségére hivatkozva leváltották posztjáról.